# Frank Lloyd Wright
Frank Lloyd Wright (Richland Center, Wisconsin, 8. lipnja, 1867. – Phoenix, 9. travnja, 1959.), istaknuti američki arhitekt, dizajner interijera, spisatelj i predavač prve polovice 20. stoljeća. Dizajnirao je više od 1.000 objekata od kojih je izgrađeno skoro 500. U posljednjima je izražavao svoju filozofiju „organičke arhitekture” u kojoj je pokušao ostvariti sklad ljudi s okolišem. Wright je također napisao 20 knjiga i mnoge članke, te je bio popularan predavač u SAD-u i Europi. Već slavan za života, 1991. godine ga je Američki institut arhitekata (American Institute of Architects, AIA) proglasio „najvećim američkim arhitektom svih vremena”.

## Životopis
Rođen je 1867. god. kao Frank Lincoln Wright u malom mjestu, Richland Center, Wisconsin. Oba roditelja, otac William Cary Wright (1825. – 1904.), putujući baptistički svećenik i učitelj glazbe, i majka Anna Lloyd Jones (1838./39. – 1923.), učiteljica, su mu bili snažne individualne osobnosti koje je zanimala umjetnost; što su prenijeli na svog sina. Kada mu je bilo 14 godina, njegovi su se roditelji razveli i on ostaje sa svojom majkom, te mijenja svoje srednje ime iz Lincoln u Lloyd u čast majčine obitelji, Lloyd Jones. Wright je kasnije tvrdio da više nikada nije vidio svog oca.
Nakon djetinjstva provedenoga na farmi u Spring Greeneu, odlazi 1886. god. na studij u Sveučilište Wisconsin–Madison. Gladan arhitektonskog znanja i naobrazbe, koje mu Svučilište Wisconsina nije moglo pružiti, Wright prekida studij nakon dvije godine i odlazi uChicago, te dobiva posao crtača za osam dolara tjedno, u tvrtki arhitekta Josepha Lymana Silsbeeja. Potreba za uzdržavanjem majke i sestara vodi Wrighta ubrzo u potragu za bolje plaćenim poslom i nalazi ga 1888. god. u prestižnoj tvrtci Adler and Sullivan gdje stupa u atelje vodećeg američkog arhitekta Louisa Sullivana. 
Pored praktičnog iskustva kojeg je tu stekao, za njegovo umjetničko formiranje bilo je odlučno još nekoliko elemenata. Došavši iz provincije sačuvao je ljubav za kolonijalnu arhitekturu, njenu udobnost i povezanost s pejzažom. Bliske su mu ideje J. Ruskina, E.-E. Violet-le-Duca i arhitekata s istočne američke obale koji se inspiriraju na tradicijama stare georgijanske arhitekture (McKim, Mead, Richardson).

### Rana karijera
Napustivši 1893. atelier Adler & Sullivan, Wright se još jače priklanja tradiciji i projektira niz objekata osebujnoga pečata: kuće Winslow u River Forestu (1893.), Husser u Chicagu (1899.) i River Forest Golf Club (1898.).
Oko 1900. zanosi se japanskom arhitekturom i inspirirajući se njome uspijeva stvoriti građevni tip koji varira u nizu poznatih „prerijskih kuća”, tako nazvanih jer su naglašenom vodoravnošću podsjećale na prerijski krajolik američkog Zapada.
S „prerijskim kućama” jedna je arhitektonska misao bila iscrpljena i već 1910. se u njegovom radu javljaju prvi znakovi krize. Boravak u Europi 1911. nije mu ispunio očekivanja i ostao je praktično bez utjecaja na njegov rad. Po povratku napušta svoju suprugu Catherine Tobin i dom u Oak Parku, te gradi osobnu kuću i Taliesin (studio) u Spring Greenu (Wisconsin) u kojoj prvi put primjenjuje razvedeni tlocrt s unutarnjim dvorištem. Taliesin, što na velškom jeziku znači „sjajna lica”, bio je dom Wrightu i njegovoj ljubavnici, Margaret Mamah Cheney, koja je, kao i Wright, bila u braku. Taliesin je dva puta izgorio i Wright ga je oba puta ponovno izgradio. Prvi požar 1914. god. je podmetnuo sluga koji je sjekirom ubio Margaret, njeno dvoje djece kad su pokušali pobjeći iz kuće koju je zahvatila vatra. Wright je bio shrvan, ali njegov kreativni duh nije klonuo, samo je još dublje zaronio u posao.
Wright se tri puta ženio. Nakon konačnog razvoda od Kitty Wright 1922. god. oženio je svoju ljubavnicu Maude “Miriam” Noel 1923. god., no brak je propao nakon samo godinu dana i oni su se razveli 1927. god. Njegova treća, i posljednja, supruga bila je Olga Milanov Hinzenberg, rođena Lazović u Crnoj Gori, s kojom je živio u Taliesinu III., kako je Wright nazvao Taliesin nakon obnove poslije drugog požara 1925. god.

### Kasnija karijera
Početkom tridesetih, nakon izložbe arhitekture Internacionalnog stila u njujorškom Muzeju moderne umjetnosti 1932. god., zavladao je stil „Bauhaus izbjeglica”, Waltera Gropiusa i Ludwiga van der Rohea, a Wrighta su već bili otpisali, kao beznadnu zalaznicu.
S kućom Kaufmann (Fallingwater) u Connellsvilleu (1936.) u kojoj je dao jedno od remek-djela moderne arhitekture započinje drugo plodno razdoblje Wrightova opusa, tzv. „usonian kuće” (usonian - stanovnik SAD-a).
Poslije Fallingwatera slijede još i Johnson Wax Building, u Racineu, u Wisconsinu, a nakon nje zgrada njujorškog muzeja Guggenheim (1943.).
Godine 1938. sagradio je vlastitu kuću Taliesin West u pustinji kraj Phoenixa; tu je ostao do kraja života stvorivši od sebe svojim življenjem izvan civilizacije gotovo mitsku ličnost. Umro je 1959. godine od raka stomaka, prije dovršenja muzeja Guggenheim.

## Djela
Po bogatstvu i raznovrsnosti stvaralačkih ideja, Wrightovom opusu u modernoj arhitekturi doista nema premca. Za svog dugog života i duge karijere, Wright je izradio projekte za oko tisuću građevina, među njima i za banke i hotele, poslovne zgrade i crkve, jednu benzinsku crpku, jednu sinagogu, jedan beer garden. Realizirano je oko 380 njegovih projekata, od kojih se oko 280 održalo do današnjeg dana.
Prvi Wrightovi radovi, nastali još u ateljeu Sullivana, osobna kuća u Oak Parku (1889.) i kuća Charnley u Chicagu (1891.), na tragu su američke ladanjske arhitekture - duge, niske kuće, s naglašenom horizontalnošću, asimetričnim tlocrtima, kontinuiranim unutarnjim prostorima, prostorima koji su, za razliku od „zatvorenih” bili „definirani prostori”, te naglašenoj povezanosti s pejzažom.
Osnovno je obilježje Wrightovih „prerijskih kuća” vodoravna raščlanjenost, niski krovovi s velikim površinama koje strše izvan objekta koji ima brojne kvadratične zidove koji podsjećaju na kubističku estetiku. Ideja kontinuiranog unutarnjeg prostora, koju je Wright razradio već u ranijim objektima, dobila je novu formulaciju u obliku ukrštenog tlocrta koji se sažimlje u središnjem prostoru („dvorani”) u kojemu je smješten kamin: kuće Willitts u Highland Parku (1902.), Heurtley u Chicagu (1902.), Bradley i Hickox u Kankakeeu (1900.), Martin u Buffalou (1904.), Coonley u Riversideu (1908.), Roberts u River Forestu (1908.), Gale u Oak Parku (1909.) i najljepša među njima, Robie House u Chicagu (1909.). Robie House je horizontalno raščlanjena, s ravnom, širokom strehom i centralno smještenim kaminima, te je jedan od najljepših primjera tog ranog dizajna.
U „prerijskim kućama” Wright je stvorio prototip američke rezidencijalne arhitekture, pomirivši tradiciju i potrebu za suvremeno oblikovanim prostorom. Istovremeno, nastaju i njegovi prvi objekti u armiranom betonu u kojima kubičnim formama teži prema skulpturalnoj jasnoći volumena i monumentalnosti: uredska zgrada Larkin u Buffalou (1904., srušena 1950.), Unity Temple u Oak Parku (1906.) i hotel u Mason Cityju (1909.).
Taliesin (studio) (1911.), iako predviđa neka kasnija rješenja, značajniji je kao gesta povratka pejzažu i traženju neposrednijega kontakta s ambijentom prirode.
Tragajući za izvornim oblikom i dalekom prošlošću američkog kontinenta Wright se oduševljava megalitičkim konstrukcijama i masivnim zdanjima pretkolumbovske Amerike. Iz toga izviru masivnost i monumentalnost kao osnovne značajke projekata realiziranih u ovom razdoblju: Midway Gardens u Chicagu (1914.) i Imperial Hotel u Tokiju (1922.). Tek oko 1930. Wright počinje asimilirati europska iskustva prihvaćajući nove materijale, nove konstruktivne metode i novu estetiku. 
Fallingwater (1936.), jedno od remek-djela moderne arhitekture, predstavlja Wrightovu organičku arhitekturu. Osnovne su karakteristike ovih objekata povezanost s pejzažom, slobodan tlocrt koji je preko verandi ili staklenih stijena povezan s vanjskim prostorom, te naglašavanje plastike krovišta. U njima je na suvremen način razrađena prostorna i plastična koncepcija ranijih prerijskih kuća. 
Među najpoznatijim objektima ladanjskog tipa su „usonian kuće”: Jacobs House I., Madison, Wisconsin (1937.), Hanna u Palo Altu (1937.), Goetsch-Winkler u Okemosu (1939.), Sturgis kraj Los Angelesa (1940.), Lloyd Lewis u Libertsvilleu (1940.), Pauson kraj Phoenixa (1940.) i Jacobs House II. u Madisonu (1948.). U trgovini Morris u San Franciscu (1949.) javlja se motiv kružne rampe kojom je postignut snažan prostorni efekt. Ona je još jače izražena na kući njegova sina Daniela Wrighta u Phoenixu (1952.), a kulminira u njegovu posljednjem djelu Guggenheimovu muzeju u New Yorku (1943. – 1959.). Ovo je njegova možda najuspješnija građevina koje u sebi nosi Wrightovu koncepciju kontinuiranog prostora.
Postumno se prišlo realizaciji njegova grandioznog projekta za komunalni centar Marine Country u Kaliforniji (1962.). 
Pored realiziranih projekata, izradio je više vizionarskih rješenja: za središta Pittsburga i Bagdada, projekt za neboder visok 1600 m i čuveni Broadacre plan (1955.) u kojem daje prijedlog za sustavnu urbanizaciju zemlje.
Ostavio je za sobom i golem literarni opus u kojem je pored teoretskih i stručnih pogleda sadržan i bogat autobiografski materijal.
- Carski hotel, Tokyo, Japan (1915.-23., )
- Sjedište tvrtke Johnson Wax, Racine, Wisconsin (1936.-51.)
- Jacobs House I., Madison, Wisconsin (1937.)
- Kuća Charlesa Weltzheimera, Obelin, Ohio (1948.)
- Unutrašnjost Guggenheim muzeja u New Yorku

## Filozofija rada i značaj
Wright je, bez sumnje, jedna od najkontradiktornijih ličnosti u modernoj arhitekturi. Do kraja života ostao je individualist podjednako u načinu života i umjetničkom shvaćanju, pa ipak njegov opus predstavlja značajno poglavlje suvremene arhitekture.
Prvi je intuitivno naslutio i razradio ideju kontinuiranog unutarnjeg prostora, koju su europski arhitekti započeli rješavati znatno kasnije. Europskom racionalizmu, koji je probudio zanimanje za rješavanje konstruktivnih metoda i za socijalne aspekte, on je suprotstavio organičko shvaćanje arhitekture koje u centar stavlja čovjeka pojedinca i njegov odnos prema ozračju u kojem živi. Za njega, dom je bio „nešto što će na svom mjestu u krajoliku služiti na čast horizontu i postati organički dio pejzaža”. Stoga Wright svaki projekt rješava neovisno od prijašnjega kao singularnu i neponovljivu kreaciju.
Snaga i originalnost njegove vizije dobivaju osobitu potvrdu u posljednjem razdoblju u kojemu je, prihvativši europska iskustva, stvorio djela koja po svojoj poetičnosti i plastičnoj slobodi zacrtavaju nove putove arhitektonskog oblikovanja. Iako ponekad opterećen literarnošću i simbolikom, Wrightov opus po bogatstvu stvaralačkih ideja i raznovrsnosti nema premca u modernoj arhitekturi.
God. 2019. UNESCO je upisao osam njegovih djela, koje je arhitekt projektirao tijekom prve polovice 20. stoljeća, na popis mjesta svjetske baštine u Americi jer „predstavljaju „organičku arhitekturu” koju je razvio Wright, a koja uključuje otvoreni plan, zamagljivanje granica između vanjskog i unutarnjeg prostora i dotad neviđeno korištenje materijala kao što su čelik i beton. Svaka od tih zgrada nudi inovativna rješenja za potrebe stanovanja, bogoslužja, rada ili dokolice. Wrightov rad iz tog razdoblja imao je snažan utjecaj na razvoj moderne arhitekture u Europi”.

## Vanjske poveznice
- Zaklada Frank Lloyd Wright - službene stranice
- Frank Lloyd Wright Building Conservancy
- Frank Lloyd Wright  Arhivirana inačica izvorne stranice od 10. kolovoza 2006. (Wayback Machine), PBS dokumentarac, autor Ken Burns